# Parcoblatta americana
Parcoblatta americana es una especie de cucaracha del género Achroblatta, familia Ectobiidae, orden Blattodea.

## Distribución
Se distribuye por América del Norte: Estados Unidos (Oregón, California, Nevada y Arizona) y en México.

## Taxonomía
Fue descrita por Scudder en 1900 y publicada en Scudder. 1900. Proc. Davenport Acad. nat. Sci. 8.